# Traité de Constantinople (1700)
Pour les articles homonymes, voir Traité de Constantinople.
 (février 2023).
Si vous disposez d'ouvrages ou d'articles de référence ou si vous connaissez des sites web de qualité traitant du thème abordé ici, merci de compléter l'article en donnant les références utiles à sa vérifiabilité et en les liant à la section « Notes et références ».

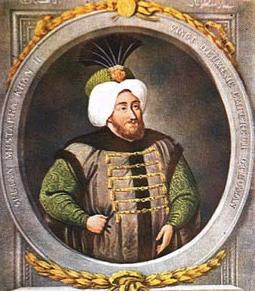
Sultan Mustafa II

Le Traité de Constantinople de 1700 met fin à la Guerre russo-turque de 1686-1700. Il est signé un an après le Traité de Karlowitz, qui marque la défaite de l'Empire ottoman lors de la Deuxième guerre austro-turque (1683-1699).
Pierre le Grand se voit alors reconnaître la possession d'Azov et de la base militaire navale de Taganrog, et obtient en outre le droit de conserver et d'avoir un ministre permanent dans l'Empire ottoman. Pierre le Grand accepte dans le même temps de raser les 4 forteresses du Dniepr (Gazi-Kerman, Taman/Dugan, Nustretkermen, Saginkermen) prises et renforcées pendant les attaques de 1695, si elles ne sont pas réoccupées. Mais dans le même temps il stipule qu’il ne paiera plus le tribut annuel au khan de Crimée payé jusque-là. Le traité est un tournant dans les relations de la Russie au khanat de Crimée.
Cette campagne établit la Russie comme étant un pays important dans la diplomatie européenne. Toutefois, le contrôle de la seule mer d'Azov ne lui offrait pas une voie suffisante pour le commerce, tandis que la paix avec le sultan Mustafa II permettait à Pierre de se tourner vers la mer du Nord, préparant ainsi la grande guerre du Nord contre la Suède.